# 감자전

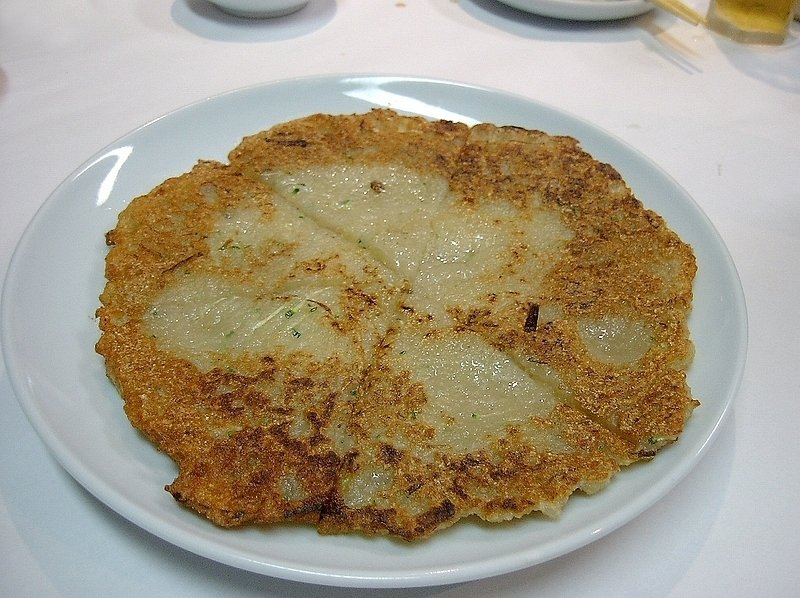
감자전

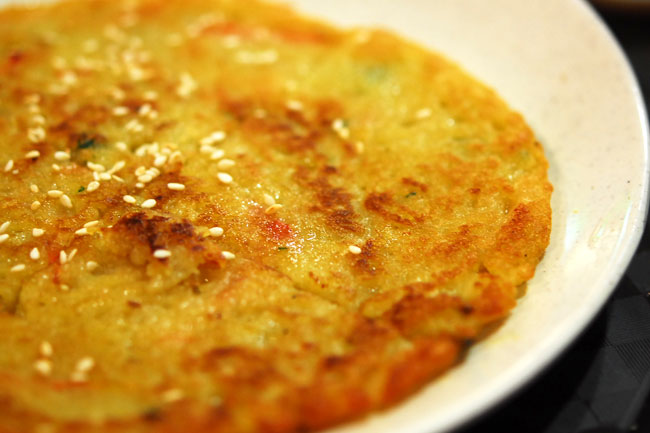
감자전

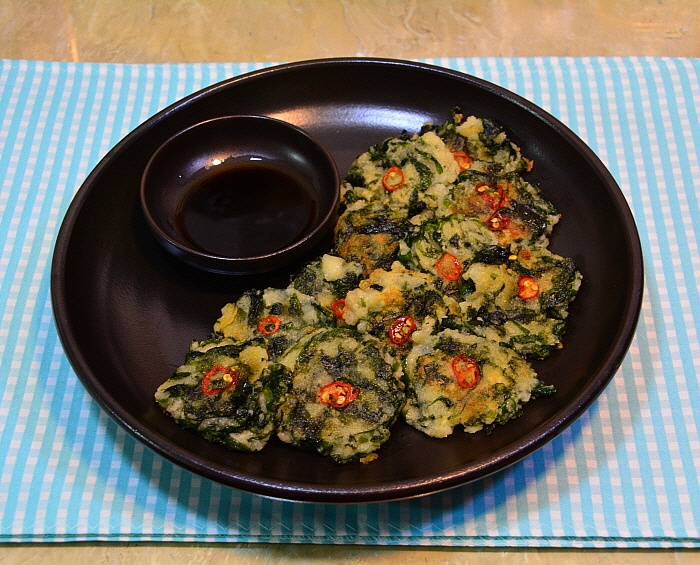
파래 감자전

감자전은 감자를 갈아서 기름에 부친 전으로, 강원도 지방의 향토음식이다.

## 요리법
껍질을 벗긴 감자는 갈분을 막기 위해 물이 담긴 그릇에 넣고 강판을 대고 간다.  면보자기로 걸러서 건더기를 물에 한번 행궈서 꼭 짠다. 시간이 지나 국물 속에 감자의 녹말 성분이 가라 앉으며, 윗국물은 따라 버리고 녹말만 준비한다. 감자 건더기와 녹말을 혼합한 후, 소금을 넣고 골고루 섞는다. 때로는 갈아진 감자에 상업적으로 파는 감자 전분을 섞거나 밀가루를 섞기도 한다. 강원도식으로는 감자와 소금만으로 전을 만들지만, 취향에 따라 곱게 채를 썬 감자를 반죽에 넣거나, 부추, 버섯, 당근, 양파 등 다른 재료를 넣기도 한다.
뜨겁게 달군 프라이팬에 식물성 기름 두르고,  감자전 반죽을 한 국자씩 떠서 얇게 편다. 고명으로 붉은 고추, 풋고추를 채쳐서 얹기도 한다. 감자 한쪽이 노릇노릇해지면, 뒤집어서 누르면서 지진다. 감자가 익어서 투명해지면, 접시에 담아서 초간장을 곁들인다.

## 같이 보기
- 감자 부침
- 드라니키
- 박스티
- 빈대떡
- 파전